# William Cornysh (1465-1523)
William Cornysh anche noto come William Cornish, (1465 – ottobre 1523) è stato un compositore, drammaturgo e poeta inglese.

## Biografia
Il suo unico poema, giunto a noi, venne scritto nella Fleet Prison a Londra, dove egli sostenne di essere stato ingiustamente in quanto condannato per informazioni false, anche se non si sa di cosa fosse stato accusato. Egli potrebbe non essere il compositore della musiche contenute nel Libro corale di Eton, che potrebbero essere state composte da suo padre, anch'egli di nome William Cornysh, che morì intorno al 1502. Il giovane Cornysh ebbe prestigiosi incarichi a Corte, come Master of the Children della Cappella reale e responsabile per le rappresentazioni teatrali e musicali durante gli eventi importanti come le visite di Stato ed il Campo del Drappo d'Oro realizzato per la visita di Stato in Francia, nei quali fu impegnato fino alla sua morte.

## Composizioni
Il Libro corale di Eton (compilato dal 1490 al 1502) contiene diverse composizioni di Cornysh: Salve Regina (presente in diverse fonti), Stabat mater, Ave Maria mater Dei, Gaude virgo mater Christi ed una Gaude flore virginali andata perduta. Il Libro corale Caius (c 1518-20) contiene un Magnificat. Altre fonti parlano di altre opere: tre messe, un altro Stabat mater, un altro Magnificat, Altissimi potentia e Ad te purissima virgo. Egli compose anche musiche profane e l'inno Woefully arrayed. Esiste anche un ampio ed erudito lavoro strumentale in tre parti, basato sulla tecnica dell'esacordo e sue variazioni, Fa la sol, ed un altro pezzo senza titolo. Queste opere profane sono contenute nel cosiddetto Fayrfax Book (copiato nel 1501).
Se tutta la musica sacra anteriore è dello stesso Cornysh (figlio), così come la musica profana, egli è stato un compositore di un certo respiro anche se non senza confronti. Le opere di "Browne" nel  Fayrfax book presentano nello stile una differenza simile a quelle di John Browne  del Libro corale di Eton, ma sono probabilmente dello stesso compositore anche se non attribuite. Il  Magnificat di Cornysh (nello stesso stile delle opere di Eton) è di quasi due decenni successivo alla morte del Cornysh più anziano ed è quindi molto più probabile che il lavoro sia del Cornysh più giovane, ormai di gran lunga uno dei musicisti più importanti del paese. Inoltre, le opere di Cornysh nel Libro corale di Eton sembrano essere tra le più "moderne" in quella collezione.
Mentre essi non perseguono l'approccio semplificato di  Fayrfax (un contemporaneo di  Cornysh giovane e compagno a corte e alla Cappella) e rimangono in un più vecchio stile melodico fiorito,  adottano proto-maniere madrigalistiche (per esempio nell'inserimento nel testo dello Stabat Mater di parole come "clamorosa", "Crucifige" e "debellandum") e hanno un senso particolarmente sviluppato del movimento tonale (per esempio, nel Stabat mater, la chiusura "Amen" caratterizzata dall'uso deliberato del Fa diesis come nota principale per dare un senso di cadenza tonale in Sol, o l'utilizzo del Mi bemolle sulla parola "Sathanam" per dare una cadenza tonale in Si bemolle, sottolineando la natura "forte" del testo in quel punto, utilizzando il movimento basso V-I), così come adottano un senso più moderno dell'appoggiatura espressiva in forme melodiche e nel mettere in evidenza le sollecitazioni del testo latino da parte di tali dispositivi (ad esempio, ancora una volta nello Stabat mater, l'uso dell'appoggiatura nella parte del Bassus ad esprimere "ContriSTANtem et doLENtem" nelle prime misure, e di nuovo in "Contemplari doLENtem cum filio?"), e l'uso di gesti puramente retorici (come l'esclamazione "O" del coro pieno nel mezzo della sezione solistica che da inizio allo Stabat mater).
Non è impossibile vedere in questi manierismi l'opera di un grande drammaturgo.
Le opere di John Browne hanno il posto principale nel manoscritto Eton. Sembra che negli esempi di cui sopra Cornysh abbia emulato Browne (il suo Stabat mater offre un madrigalismo di "Crucifige" e  O Maria Mater Salvatoris caratterizza l'esclamazione "En" (= "Oh") in modo simile all'interiezione di Cornysh nel suo Stabat mater).
Pertanto sembra che Cornysh abbia composto dopo Browne e per queste le sue opere sono poste in sequenza successiva nel Libro corale di Eton: inoltre gli approcci non sembrano essere quelli di un uomo più anziano, apparendo molto più adeguati ad un compositore giovane e originale. L'attribuzione di tutte le opere al più giovane dei Cornysh è quella più generalmente accettata. Tuttavia, la possibilità che le opere Eton siano di una generazione precedente rimane in essere ed avrebbe implicazioni interessanti se reale.
Il musicologo David Skinner, nel booklet che accompagna il CD, The Cardinall's Musick, Latin Church Music, ritorna a sostenere che le composizioni di musica sacra in latino pre-riforma (comprese le opere del manoscritto di Eton) vennero composte dal padre, mentre il figlio sarebbe il compositore dei pezzi in lingua inglese e delle canzoni di corte.